# Albion (Maine)
Albion város az USA Maine államában, Kennebec megyében. Lakosainak száma 2006 fő (2020. április 1.).

## Népesség
A település népességének változása:

| 2010 | 2 041 |
| 2020 | 2 006 |